# La torcia
La torcia (The Firebrand, 1987) è un romanzo fantasy storico della scrittrice statunitense Marion Zimmer Bradley. È una riscrittura dell'Iliade di Omero, dal punto di vista di Cassandra, e quindi tratta il mito e la leggenda che ruotano attorno alla caduta di Troia.
Il 4 novembre 2021 l'editore HarperCollins Italia dà nuovamente alle stampe il romanzo in una nuova versione integrale (mai pubblicata prima in Italia), ritradotta da Alba Bariffi senza le precedenti censure.

## Trama
Il romanzo si compone internamente di tre libri.
La chiamata di Apollo:

Cassandra, opera dell'artista Evelyn De Morgan, 1878.

Nella ricca e potente città di Troia, la regina Ecuba, incinta, vive un sogno profetico che la angoscia. Quando viene consultata, una sacerdotessa della Grande Dea dice a Ecuba e a suo marito, re Priamo, che il sogno indica che darà alla luce un figlio che porterà distruzione a Troia. Priamo dichiara che questo ragazzo deve essere esposto alla morte, ma alla nascita, tre giorni dopo, Priamo accoglie le suppliche di Ecuba e lo fa allevare da un pastore sulle pendici del monte Ida. Priamo nomina il ragazzo Alexandros (poi Paride) e nomina sua sorella gemella Alexandra, che Ecuba tiene e decide di chiamare Cassandra.
Durante la visita al tempio di Apollo con sua madre, Cassandra, di sei anni, ha una visione del dio che le dice che sta per diventare "la sua sacerdotessa". Negli anni successivi, Cassandra sperimenta ulteriori visioni. Quando ha dodici anni, Cassandra ha una visione di Paride, che ora è un pastore. Cassandra chiede a suo padre l'identità del ragazzo, ma lui reagisce con rabbia, e viene inviata dalla sorella di Ecuba, Pentesilea, capo delle Amazzoni, una tribù di guerriere nomadi composta solo da donne. Lì, Cassandra inizia ad amare il loro stile di vita, anche se non è privo di prove, e apprende del suo gemello, continuando ad avere visioni di lui. Cassandra vede il Giudizio di Paride, in cui suo fratello ritiene Afrodite più bella di Atena o di Era; Afrodite ricompensa Paride promettendo infine l'amore di Elena di Sparta, figlia di Leda e Zeus.
Nella Colchide, governata dalla regina Imandra, Cassandra si sottopone ai riti di una sacerdotessa e le viene detto che servire la Dea è il suo destino. All'età di quindici anni, Cassandra è tristemente tornata a casa sua. Arriva durante una festività in tempo per vedere Paride vincere e rivelarsi ai suoi veri genitori come loro figlio. Nonostante la profezia, Priamo ed Ecuba lo accolgono felici a casa. Tuttavia, Ettore e gli altri suoi fratelli, gelosi dell'attenzione e dei successi che Paride ha improvvisamente ottenuto, suggeriscono che venga inviato all'estero per trattare con il re Agamennone che detiene la sorella di Priamo. Paride accetta prontamente. Nel frattempo, Cassandra inizia ad allenarsi come sacerdotessa del tempio di Apollo, nonostante i dubbi che stia abbandonando la Dea. Parte dei suoi doveri include aiutare a prendersi cura dei serpenti del tempio, simboli di Python che si dice Apollo abbia ucciso. Paride torna a Troia con la bella Elena, moglie del re Menelao, e viene accolta in città. Gli avvertimenti di Cassandra che Elena distruggerà Troia rimangono inascoltati e Paride denuncia sua sorella come una pazza.
Il dono di Afrodite:
Al tempio, Cassandra viene assalita da Crise, un prete che si traveste da Apollo per sedurla. Lei vede attraverso il suo inganno e lo combatte, ma il dio si sente insultato dal suo rifiuto e fa smettere di credere alle sue profezie gli abitanti della città. Il fratello di Menelao, Agamennone, usa la fuga di Elena come pretesto per la guerra e presto inizia a lanciare incursioni quotidiane su Troia, dando inizio alla guerra di Troia. Cassandra trascorre più tempo con la sua famiglia per aiutare con le attività quotidiane mentre gli uomini, guidati da Ettore, combattono gli invasori achei. La guerra continua sporadicamente nonostante i tentativi dell'ex alleato troiano Ulisse di porre fine al conflitto.
Due anni dopo l'inizio della guerra, Cassandra torna a Colchide per saperne di più sulla tradizione dei serpenti. Lungo la strada incontra Pentesilea. Cassandra è infelice nello scoprire che i modi di vita nomadi delle Amazzoni e di Centauri stanno finendo e che la tribù di Pentesilea sta diminuendo di numero. Cassandra ha una visione orribile di Apollo che lancia frecce indiscriminatamente contro entrambi gli eserciti, un segno della sua ira, che la spinge a tornare a casa. Accompagnata da una figlia adottiva di nome Miele che trova lungo la strada, Cassandra torna a Troia e scopre che la guerra non sta andando bene per i Troiani. Poco dopo il suo ritorno, Apollo assume le sembianze di Crise e diffonde una piaga nel campo degli Achei in risposta al rifiuto sacrilego di Agamennone di restituire la figlia di Crise, che è stata prigioniera di Agamennone per tre anni. La figlia di Crise viene restituita con riluttanza a suo padre e il capo acheo prende la concubina del giovane guerriero Achille come riparazione per la sua perdita. Il furioso Achille si rifiuta di continuare a combattere. Menelao e Paride duellano, ma Paride fugge dal combattimento a causa dell'intervento di Elena e Afrodite.
La condanna di Poseidone:
La maggior parte della famiglia di Cassandra è arrivata a pensare a lei come pazza e si arrabbia quando si sente obbligata a vocalizzare profezie che preannunciano la fine di Troia. Nonostante gli avvertimenti di Cassandra, la città subisce un terremoto inviato da Poseidone, che uccide i tre giovani figli di Elena e Paride. Dopo che Patroclo viene ucciso da Ettore, il suo migliore amico Achille si unisce di nuovo alla lotta per ottenere la sua vendetta. Ettore e suo fratello minore Troilo vengono uccisi, per il dolore di tutti a Troia. Achille uccide Pentesilea in battaglia, e poco dopo Cassandra scaglia una freccia avvelenata a morte sul suo tallone non protetto. Poseidone manda un altro terremoto, abbattendo le difese di Troia. Gli Achei inondano la città e Cassandra e Miele vengono violentate dal guerriero Aiace. Le donne di Troia si dividono tra gli Achei e Cassandra diventa la concubina di Agamennone. Viene liberata quando sua moglie Clitemnestra lo uccide al loro ritorno a Micene. Cassandra torna in Asia Minore, dove nel deserto spera di ricreare un antico regno, governato da una potente regina.

## Contenuti
Ecuba, madre di Ettore e Paride, poco prima della nascita di quest'ultimo aveva sognato di partorire una torcia che avrebbe dato fuoco alla città di Troia. Da questo antefatto il romanzo muove per narrare la storia che conosciamo attraverso le pagine dell'Iliade e di altri testi della letteratura greca, ovvero della guerra che per dieci anni vide contrapposti greci e troiani; lo fa, come spesso accade nei romanzi di MZB (come affettuosamente viene chiamata dai suoi fan), dal punto di vista di un'eroina femminile, Cassandra, dandole voce, spessore e carattere, nonostante sia condannata a fare predizioni esatte ma a non essere mai creduta, avendo rifiutato l'amore di Apollo tale era stata la vendetta del dio.
Pur prevedendo gli sviluppi della guerra e il suo volgersi in rovina per Troia, non può fare nulla per evitarla, e il lettore è l'unico suo testimone mentre guarda, sconsolata e sconfitta, la distruzione della rocca di suo padre Priamo. Per la Zimmer Bradley (come già accaduto per Le nebbie di Avalon) la storia diviene così una raffinata metafora per raccontare gli esclusi, le voci rimaste a margine della Storia, come la caduta delle antiche regine e dei ruoli di potere che esse stesse incarnavano. Da qui, secondo Zimmer Bradley, l'emergere della società attuale nata sulle ceneri di quell'epoca antica.

## Accoglienza
“Una delle sue opere migliori. Marion Zimmer Bradley ha riportato la Grecia classica in vita.” Jean M. Auel

## Edizioni
- Marion Zimmer Bradley, La torcia, traduzione di Roberta Rambelli, collana La Gaja Scienza, Longanesi, 1987,  pp. 504, cap. 61, ISBN 88-7819-326-7.
- Marion Zimmer Bradley, La torcia, traduzione di Alba Bariffi, HarperCollins, 2021,  pp. 648, cap. 61, ISBN 979-1259850171.